# Kurobe Kyōkoku Tetsudō
| Atobiki- und Shin-Yamabiko-Brücke |                     |                    |                    |
| Streckenlänge: | 20,1 km             |                    |                    |
| Spurweite: | 762 mm (Schmalspur) |                    |                    |
| |                     |                    |                    |
| \| \| 0,0 \| Unazuki 宇奈月駅 \| Unazuki 宇奈月駅 \| \| \| 2,1 \| Yanagibashi 柳橋駅 \| Yanagibashi 柳橋駅 \| \| \| 5,1 \| Moriishi 森石駅 \| Moriishi 森石駅 \| \| \| 6,5 \| Kuronagi 黒薙駅 \| Kuronagi 黒薙駅 \| \| \| 7,0 \| Sasadaira 笹平駅 \| Sasadaira 笹平駅 \| \| \| 9,1 \| Dashidaira 出平駅 \| Dashidaira 出平駅 \| \| \| 11,8 \| Nekomata 猫又駅 \| Nekomata 猫又駅 \| \| \| 14,3 \| Kanetsuri 鐘釣駅 \| Kanetsuri 鐘釣駅 \| \| \| 17,5 \| Koyadaira 小屋平駅 \| Koyadaira 小屋平駅 \| \| \| 20,1 \| Keyakidaira 欅平駅 \| Keyakidaira 欅平駅 \| |                     |                    |                    |
| U-Bahn-Haltepunkt / Haltestelle Streckenanfang | 0,0                 | Unazuki 宇奈月駅   | Unazuki 宇奈月駅   |
| U-Bahn-Blockstelle | 2,1                 | Yanagibashi 柳橋駅 | Yanagibashi 柳橋駅 |
| U-Bahn-Blockstelle | 5,1                 | Moriishi 森石駅    | Moriishi 森石駅    |
| U-Bahn-Haltepunkt / Haltestelle | 6,5                 | Kuronagi 黒薙駅    | Kuronagi 黒薙駅    |
| U-Bahn-Blockstelle | 7,0                 | Sasadaira 笹平駅   | Sasadaira 笹平駅   |
| U-Bahn-Blockstelle | 9,1                 | Dashidaira 出平駅  | Dashidaira 出平駅  |
| U-Bahn-Blockstelle | 11,8                | Nekomata 猫又駅    | Nekomata 猫又駅    |
| U-Bahn-Haltepunkt / Haltestelle | 14,3                | Kanetsuri 鐘釣駅   | Kanetsuri 鐘釣駅   |
| U-Bahn-Blockstelle | 17,5                | Koyadaira 小屋平駅 | Koyadaira 小屋平駅 |
| U-Bahn-Haltepunkt / Haltestelle Streckenende | 20,1                | Keyakidaira 欅平駅 | Keyakidaira 欅平駅 |

Die Kurobe Kyōkoku Tetsudō K.K. (jap. 黒部峡谷鉄道株式会社, engl. Kurobe Gorge Railway Co., Ltd.), kurz Kurotetsu (黒鉄), ist eine privat betriebene Schmalspurbahn mit Personenbeförderung in der Kurobe-Schlucht in der Präfektur Toyama.

## Geschichte
Die Kansai Electric Power Company errichtete die 20,1 km lange Bahnstrecke mit einer Spurweite von 762 mm (2 Fuß 6 Zoll) für den Bau der Kurobe-Talsperre. Die landschaftlich reizvoll gelegene Hauptstrecke (本線, Honsen) passiert 21 Brücken und 41 Tunnel. Der Streckenabschnitt von Unazuki nach Nekomata wurde 1926 mit einer 600-V-Gleichstromoberleitung in Betrieb genommen und 1937 bis Keyakidaira verlängert. Der Personenverkehr begann 1953. 
Die Kurobe-Talsperre wurde 1963 fertiggestellt. Die Kurotetsu-Schmalspurbahn wurde im Juni 1971 in ein Tochterunternehmen abgespalten.

## Schienenfahrzeuge
Das Unternehmen betrieb 2008 insgesamt 27 Lokomotiven, 138 Personenwagen und 322 Güterwagen.

### Elektroloks

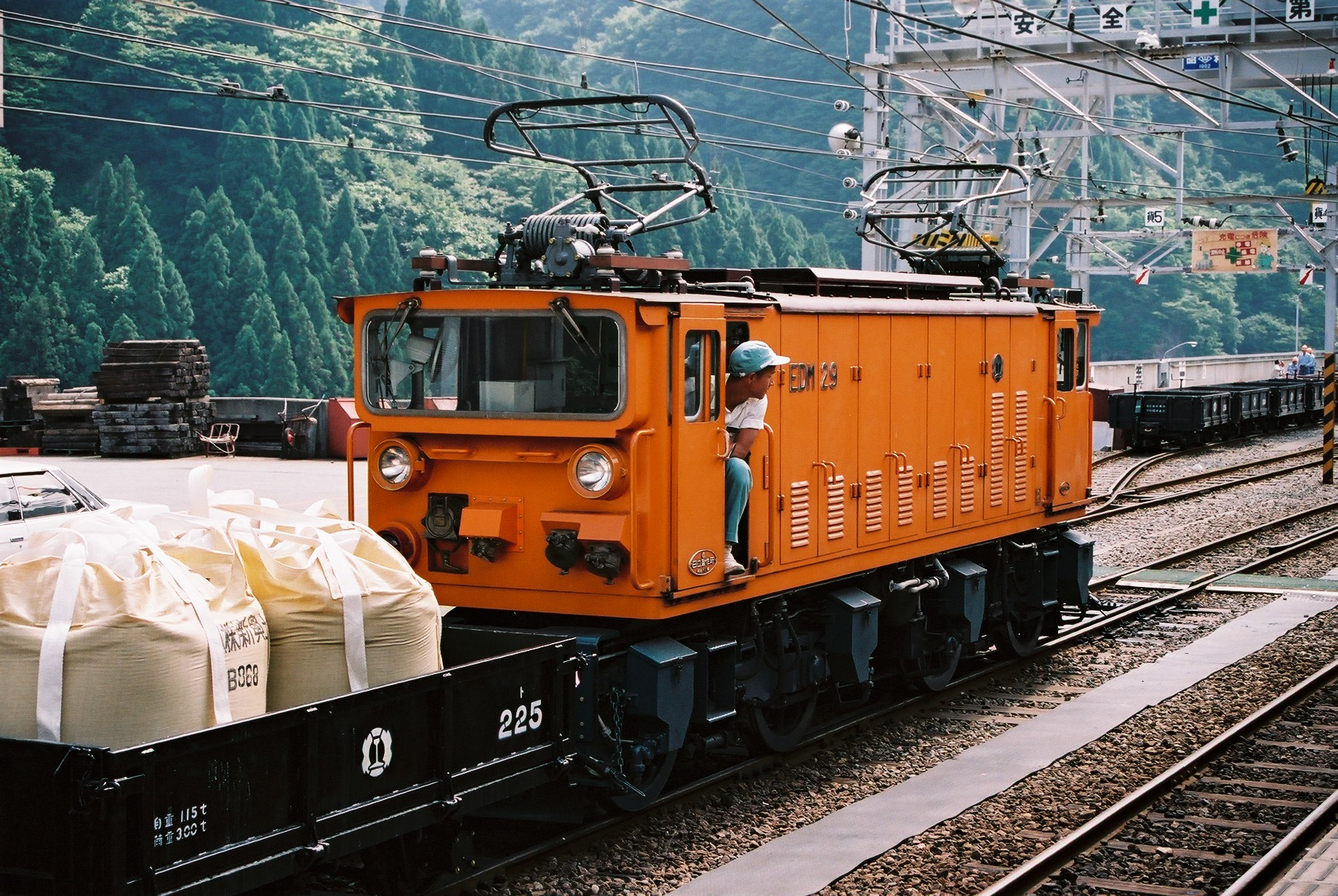
Elektrolok Nr. 29

- EB Klasse (Nr. 1–3, 5–7): 1984 außer Betrieb genommen
- ED Klasse (Nr. 8–11): Nr. 9–11 sind betriebsbereit
- EDS Klasse (Nr. 13, 15–17): Nr. 13 ist betriebsbereit
- EDM Klasse (Nr. 22, 23, 30–32)
- EDR Klasse (Nr. 17–21, 24–29, 33)
- EHR Klasse (Nr. 101, 102)

### Batterieloks
- BB Klasse (Nr. 1, 2)

### Dieselloks

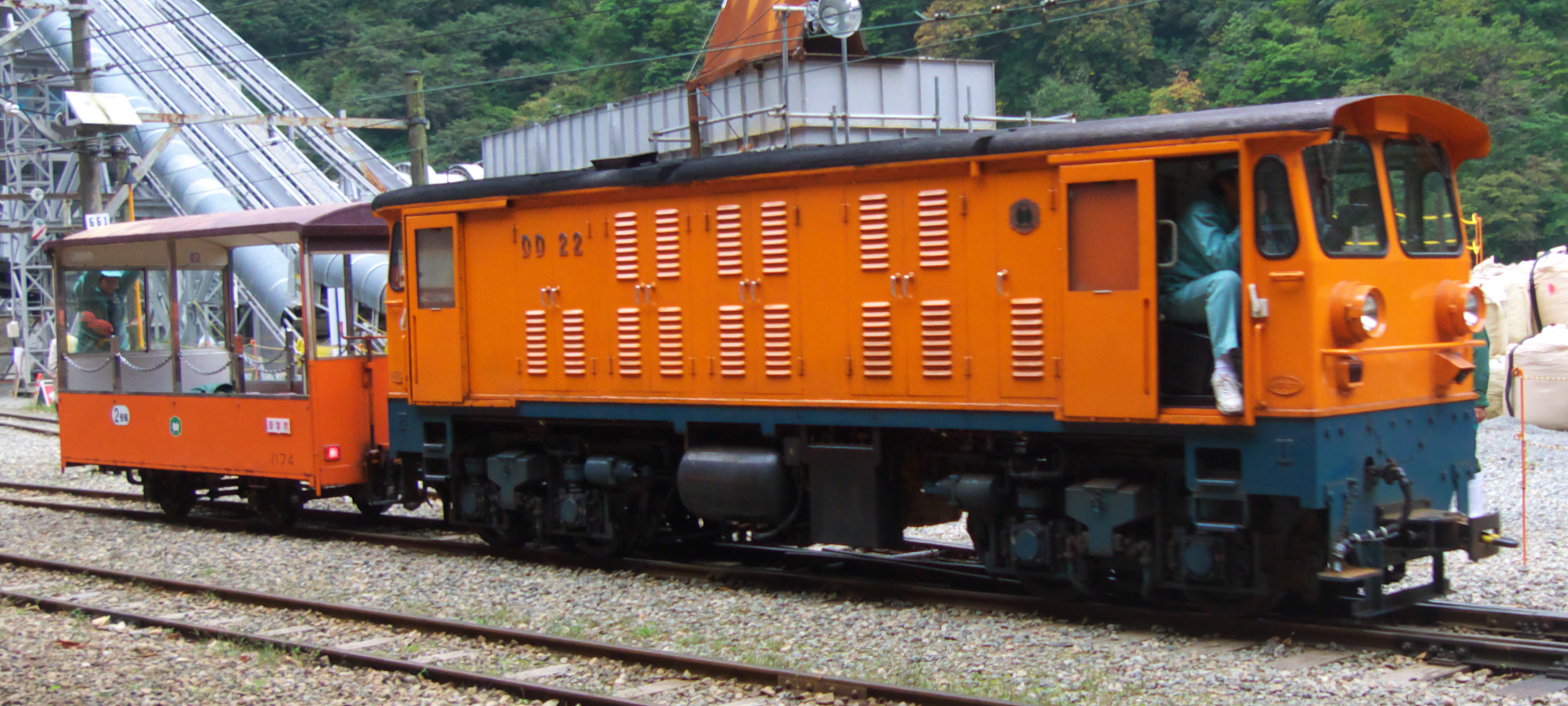
Diesellok DD22

- DB Klasse (Nr. 11): 1985 außer Betrieb genommen
- DD21: 1979 außer Betrieb genommen
- DD22: betriebsbereit
- DD23: 2000 außer Betrieb genommen
- DD24: betriebsbereit

### Personenwagen

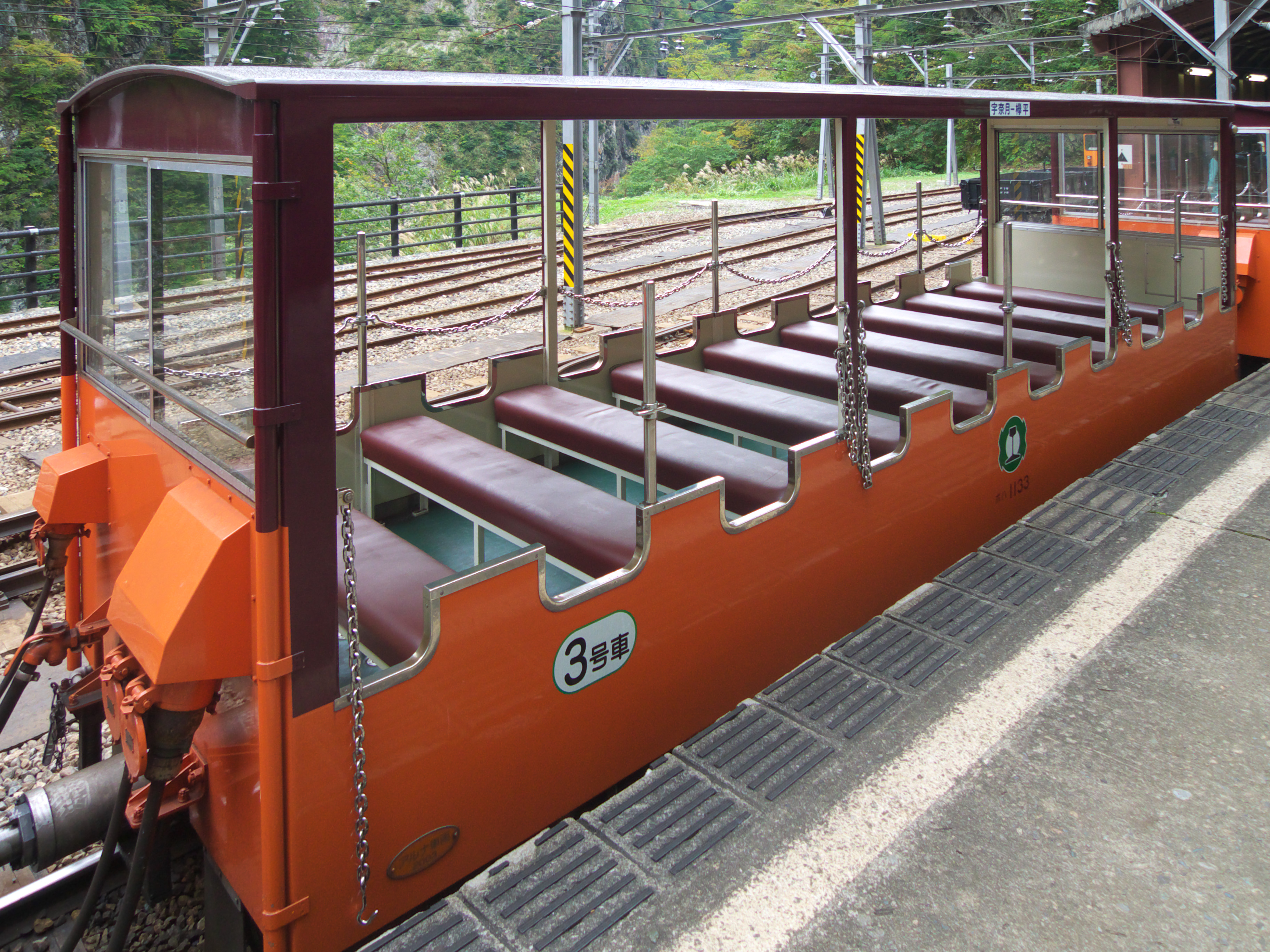
Offener Personenwagen

- Ha (ハ) Klasse: zweiachsiger offener Personenwagen
- 1000er Klasse: offener Personenwagen
- 2000er Klasse: Heated Car, beheizt, mit festen, querstehenden Sitzen, zuschlagspflichtig
- 2500er Klasse: Heated Car, beheizt, mit in Abhängigkeit von der Fahrtrichtung umklappbaren Sitzen, zuschlagspflichtig
- 2800er Klasse: Lounge Car, beheizt, mit in Abhängigkeit von der Fahrtrichtung umklappbaren Sitzen, zuschlagspflichtig
- 3000er Klasse: Zuschlagpflichtiger Panoramawagen

### Güterwagen

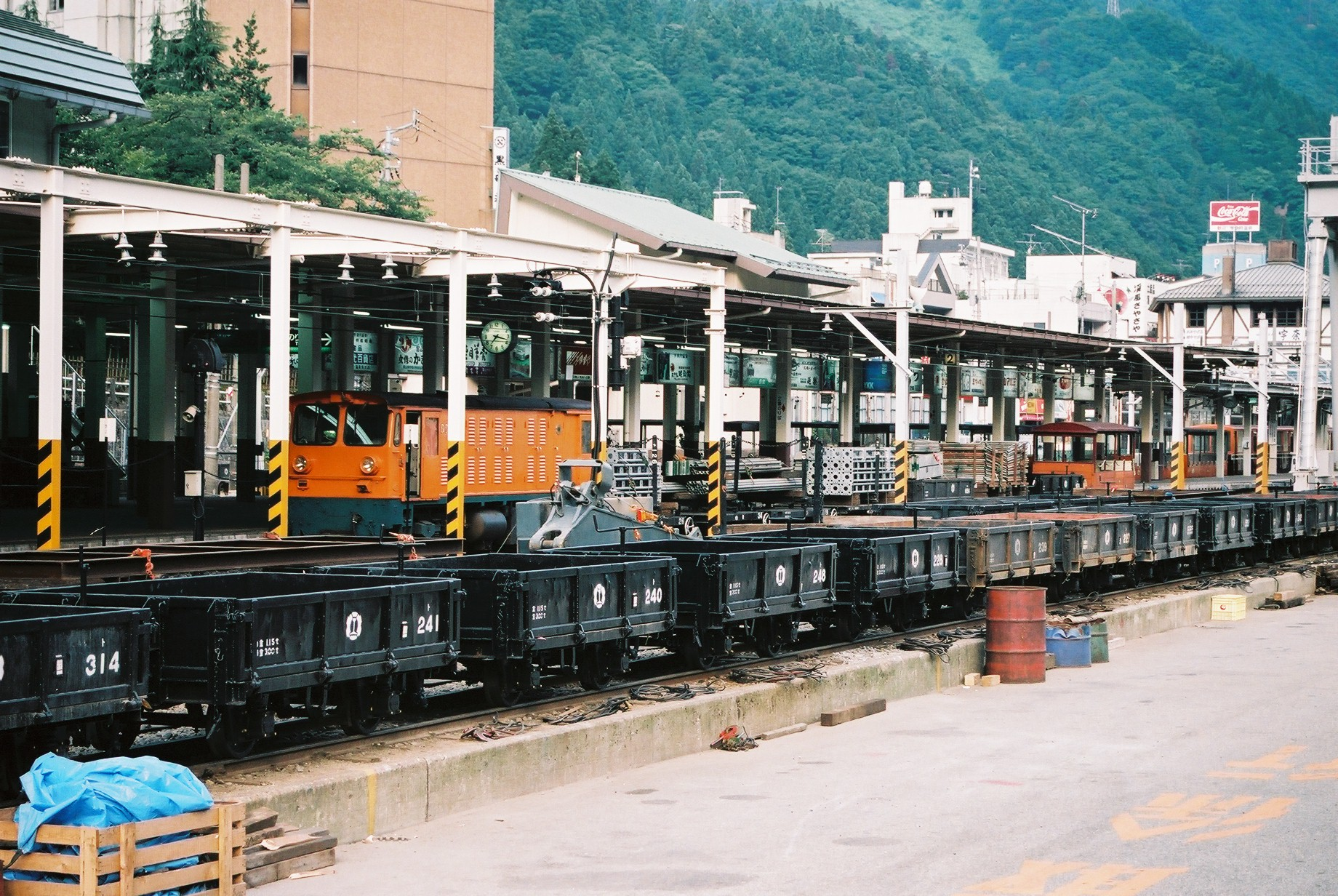
Güterwagen

- Wa (ワ) Klasse: Gedeckter Güterwagen
- Oshi (オシ) Klasse: Tieflader
- Muchi (ムチ) Klasse: Flachwagen
- Nachi (ナチ) Klasse: Flachwagen
- Ochi (オチ) Klasse: Flachwagen
- Oto (オト) Klasse: Offener Güterwagen
- To (ト) Klasse: Offener Güterwagen
- Chi (チ) Klasse: Flachwagen
- Shi (シ) Klasse: Tieflader